# Spelskatt
Spelskatt är en svensk punktskatt på roulettspel, kortspel och tärningsspel. Skatten skall betalas av den som anordnar spel för allmänheten eller anordnar spel i förvärvssyfte. Om någon bedriver spel med utrustning som ägs av någon annan, är det den som upplåter utrustningen som är skattskyldig. Skatten utgår enligt en progressiv skala med 2000 till 5000 kronor per spelbord.